# Adolfo Julio Schwelm
Julio Adolfo Schwelm (29 de septiembre de 1882) fue un ciudadano germano-argentino  en el Imperio Alemán para más tarde emigrar a Argentina, donde fundaría la ciudad de Eldorado el mismo día de su cumpleaños.

## Eldorado
Eldorado es una ciudad ubicada al noroeste de la provincia de Misiones al Noreste de Argentina. 

### Población
Cuenta con una población de 57,323 habitantes (266 habitantes por km²) siendo en su mayoría descendientes de alemanes, suizos, neerlandeses y polacos.